# Metamielócito
O Metamielócito é uma célula da linhagem granulocítica da medula óssea, a mais madura após o Mielócito. O Mielócito é uma célula cujo núcleo é redondo e o Metamielócito constituindo uma etapa posterior de maturação dessa célula, começa a apresentar uma chanfradura em seu núcleo que o leva a ficar mais alongado, antes de tomar a forma em bastão que é a etapa posterior de maturação da célula.